# Acanthodelta cinereovirescens
Acanthodelta cinereovirescens är en fjärilsart som beskrevs av Embrik Strand 1914. Acanthodelta cinereovirescens ingår i släktet Acanthodelta och familjen nattflyn. Inga underarter finns listade i Catalogue of Life.